# اواوکو

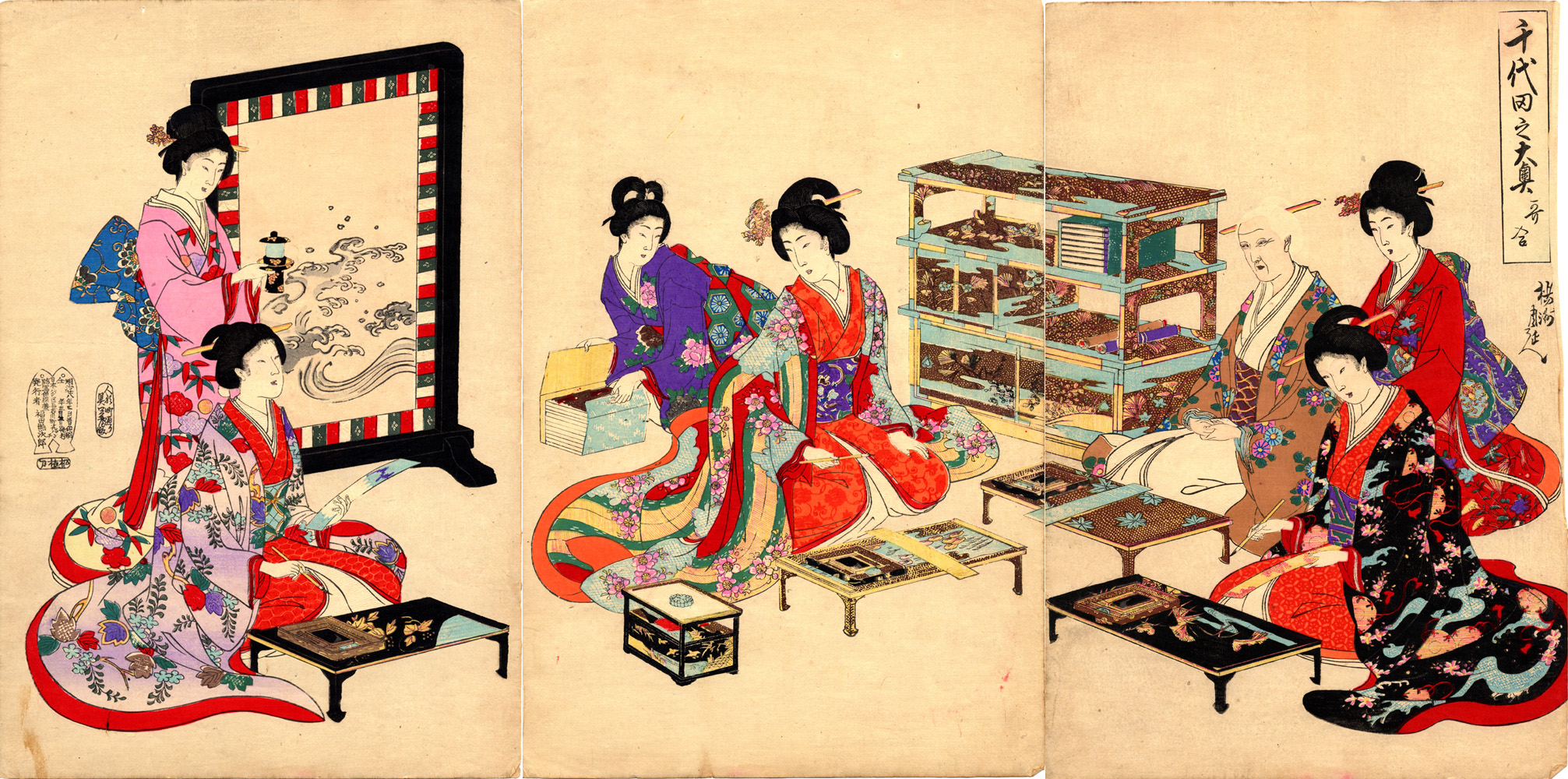
یک نقاشی از تویوهارا چیکانوبو که در آن اواوکو به تصویر کشیده شده است.

اُواُوکو (به ژاپنی: 大奥 Ōoku) اشاره به محل اقامت زنان در قلعه ادو دارد، در این بخش از قلعه، همسر اصلی سی‌شیتسو (میدای‌دوکورو) و زنان غیر اصلی سوکوشیتسو‌های شوگون در زمان شوگون‌سالاری توکوگاوا و کارکنان و خدمتکاران زن در آن اقامت داشتند. این عنوان همچنین به بخشی از قلعهٔ یک دایمیو (امیر محلی) به همین معنا نیز گفته می‌شود. 

## بررسی اجمالی
اُواُوکو (به معنی داخلی بزرگ) از نظر تاریخی محله زنان در قلعه ادو بود، یا بخشی از قلعه که زنان مرتبط با شوگون در آن ساکن بودند. مناطق مشابه در قلعه‌های دایمیو قدرتمند، مانند قلمرو ساتسوما، نیز با این اصطلاح نامیده می‌شدند.
در زمان سلطنت دومین شوگون، توکوگاوا هیده‌تادا، اُواُوکو در قلعه ادو به عنوان یک محل اسکان زنانه تأسیس شد که در آن همسر رسمی او میدای‌دوکورو، به نام اوایو، در طول حکمرانی سومین شوگون، توکوگاوا ایه‌میتسو، به پیشنهاد دایه‌اش کاسوگا نو تسوبونه گسترش یافت تا از تولد یک وارث مرد برای منصب شوگون، از تبار خاندان توکوگاوا اطمینان حاصل شود. اُواُوکو به این ترتیب با نزدیک به ۱۰۰۰ زن که به عنوان خدمتکار مشغول به کار بودند، تبدیل به حرم‌سرای بزرگ شوگون شد.
در اُواُوکو همسر اصلی و کنیزهای شوگون زندگی می‌کرد. زنان مسن‌تری که برای مدت طولانی به او خدمت کرده بودند، در واقع اُواُوکو را کنترل می‌کردند. زنانی که به عنوان خدمتکار در اُواُوکو کار می‌کردند، دختران هاتاموتو، یک طبقه عالی‌رتبه از سامورایی‌ها بودند، و آنها خدمتکارانی از چونین اهالی شهر داشتند. و دهقانانی که برای آنها کار می‌کردند، اگر بچه‌های او را به دنیا می‌آوردند، به عنوان همسر غیر اصلی شوگون با آنان رفتار می‌کردند. یکی از این نمونه‌ها
هوجو-این، دختر یک لباس دست دوم فروشی بود که چهارمین شوگون، توکوگاوا ایه‌تسونا را به دنیا آورد. توکوگاوا ایه‌ناری، یازدهمین شوگون، ۵۳ فرزند داشته است و تقریباً هر سال بین ۱۷ تا ۵۵ سال صاحب فرزند می‌شود و نام ۲۶ پسر و ۲۷ دختر تأیید می‌شود. علاوه بر این، به نظر می‌رسد که او حدود هفت فرزند داشته است که قبل از به دنیا آمدن آنها سقط شده‌اند، و او را بسیار بیشتر از هر فئودال دیگری در زمان خود، از جمله خانواده شوگون که فرزندان بسیاری داشته است، تبدیل کرده است. او ۲۴ سوکوشیتسو (زن غیر اصلی) داشت، از جمله کودای‌ئین که همسر اصلی او بود. این به این دلیل بود که در آن زمان «ایجاد جانشین» مهم‌ترین وظیفه رسمی شوگون‌ها و دایمیوها بود. در این زمان، بیشتر رهبری عملی در شوگون‌سالاری و هر حوزه توسط دست‌نشانده‌ها انجام می‌شد و آنچه از شوگون‌ها و دایمیو انتظار می‌رفت ایجاد یک جانشینی قوی برای اطمینان از ادامه نسل «خانواده» بود.
ورود مردان به اُواُوکو به‌طور کلی ممنوع بود. مقام روجو، تنها زمانی می‌توانست وارد شود که توسط همسر رسمی شوگون یا یک زن بلندپایه در اُواُوکو احضار شود. نجارها و نقاشان نیز در صورت نیاز اجازه ورود به اُواُوکو را داشتند و با گذشت زمان تعداد مردانی که وظایف امنیتی، اداری و سایر وظایف را در اُواُوکو انجام می‌دادند افزایش یافت، هرچند به صورت محدود. اُواُوکو همچنین برای تضمین حاکمیت شوگون‌سالاری توکوگاوا بر کشور با ترتیب دادن ازدواج سیاسی بین فرزندان شوگون و فرزندان دایمیو در مناطق مختلف مورد استفاده قرار گرفت. اُواُوکو تا سال ۱۸۶۸ ادامه یافت، زمانی که حکومت شوگون‌سالاری توکوگاوا منحل شد.

## سازمان
محل سکونت زنان شامل مادر، همسر اصلی سی‌شیتسو و زنان غیراصلی سوکوشیتسو شوگون بود. شایعه شده است که چند هزار زن از جمله خدمتکاران را در خود جای داده می‌داده است،
«اوکو»، به اندازه هر بخش دیگر از قلعه ادو، نقطه کانونی دسیسه سیاسی برای شوگون‌سالاری توکوگاوا بود.
یک خانم در رده اوتوشی یوری یا جورو اوتوشی‌یوری یا بانوی ارشد، کنترل قدرت در اوکو را در دست داشت و به نفوذی معادل روجو در قلعه ادو دست یافت.
| موقعیت                                         | وظایف |
| ---------------------------------------------- | --- |
| جورو اوتوشی‌یوری Jorō O-toshiyori (上臈御年寄)  | - از میدای‌دوکورو دستور می‌گرفت و به او مشاوره می‌داد - معمولاً زنی که از خانواده ای محترم و اصیل بود                                                                       |
| اوتوشی یوری O-toshiyori (御年寄)               | - خانم درباری که اواوکو را اداره می‌کند - دارای قدرتی شبیه به روجو در قلعه ادو                                                                                           |
| او-کیاکو-آشیرای O-kyaku-ashirai (御客応答)     | - مسئول پذیرش سفیران از دایمیوهای مختلف |
| چو-توشی‌یوری (中年寄)                           | - از o-toshiyori دستور گرفت - همه کارها را از چک کردن منوی غذا گرفته تا امتحان طعم زهر را انجام می‌داد                                                                   |
| چورو Chūrō (中臈)                              | - دستیار شخصی شوگون و همسرش - معمولاً خانم‌هایی انتخاب می‌شدند که دارای موقعیت اجتماعی خوب بودند - از بین این زنان می‌شد سوکوشیتسو (زن غیر اصلی برای شوگون) انتخاب کرد      |
| او-کوشو O-koshō (御小姓)                       | - خدمتکار اودای دوکورو - بسیاری از آنها دختران جوان بین ۷ تا ۱۶ سال بودند                                                                                               |
| او-جوگوچی O-jōguchi (御錠口)                   | - مسئول مدیریت قفل‌های دروازه‌های بین اواوکو و Naka-oku |
| اوموته-زاکای Omote-zukai (表使)                | - به دستور او توشی یوری، مسئول درخواست هیروشیکی یونین (広敷用人) برای تهیه لوازم                                                                                        |
| گو-یوهیتسو (御右筆)                            | - مسئول مدیریت کلیه اسناد رسمی از خاطرات روزانه تا نامه‌ها - همچنین مسئول بازرسی هدایا از دایمیوهای مختلف است                                                            |
| او-تسوگی O-tsugi (御次)                        | - مسئولیت حمل غذا و وسایل مختلف را بر عهده دارد - مسئول نظافت محل‌های اجتماعات                                                                                           |
| کیتگای (切手書)                                | - مسئول تمدید گواهی مورد نیاز بازدیدکنندگان برای ورود از یکی از ۷ گیت                                                                                                   |
| گوفوکونوما (呉服之間)                          | - مسئول لباس و کمد لباس شوگون و میدای‌دوکورو |
| او-بوزو O-bōzu (御坊主)                        | - مسئول امور متفرقه شوگون - معمولاً زنان در سنین میانسالی هائوری هاکاما را تزئین می‌کنند و موهای خود را به سبک تنسور می‌پوشند. - گهگاه به داخل و خارج از ناکا-اوکو می‌رفتند |
| او-هیروزاشیکی O-hirozashiki (御広座敷)         | - زیردستان اوموته -زوکای - مسئول وعده‌های غذایی برای سفرای که از اواوکو بازدید کردند                                                                                     |
| او-ساننوما O-sannoma (御三之間)                | - مسئول نظافت سه بخش کاخ هنرمارو |
| او-ناکای O-nakai (御仲居)                      | - مسئول پخت همه غذاها است |
| هینوبان (火之番)                               | - در اواوکو به صورت شبانه روزی برای هرگونه وقوع آتش سوزی بالقوه گشت می زد - در هنرهای رزمی عالی بود و همچنین به عنوان نگهبان خدمت می‌کرد                                 |
| او-چانوما O-chanoma (御茶之間)                 | |
| او-تسوکای بان O-tsukaiban (御使番)             | - مسئول باز و بسته شدن قفل بین هیروشیکی و قصر |
| او-هاشیتا/اوسوئه O-hashita/O-Sue (御半下/御末) | - خدمتکار خدمتکار مسئول رسیدگی به کارهای متفرقه در اواوکو |

## در فرهنگ عامه
هیچ نقاشی از فضای داخلی وجود ندارد. هنرمندان اوکی‌یو-ئه مانند هاشیموتو چیکانوبو و تویوهارا چیکانوبو تعدادی آثار چاپی را خلق کردند که زندگی زنان اواوکو را بر اساس تصورشان به تصویر می‌کشیدند.
- اواوکو، یک مجموعه تلویزیونی ۵۱ قسمتی محصول ۱۹۸۳
- اواوکو (مجموعه تلویزیونی)، یک درام ژاپنی اجرا شده بین ۲۰۰۳–۲۰۰۶
- اواوکو (مانگا)، یک مجموعه مانگا که بین سال‌های ۲۰۰۴ تا ۲۰۲۲ اجرا می‌شود.
- او! اوکو، فیلمی محصول سال ۲۰۰۶ بر اساس حادثه اجیما-ایکوشیما
- آتسوهیمه، یک ان‌اچ‌کی ۲۰۰۸ مجموعه تلویزیونی تایگا
- اواوکو (مجموعه تلویزیونی ۲۰۲۳)، مجموعه تلویزیونی دو فصلی هر فصل شامل ده قسمت